# فاتحات قنوات الكالسيوم
فاتحات قنوات الكالسيوم (بالإنجليزية: Calcium channel openers)‏ هي مجموعة من الأدوية التي تسهل انتقال الأيونات خلال قنوات الكالسيوم.

## الأمثلة
- المركب الذي يحمل الرمز Bay K8644، وهو مشابه بنيوي للنيفيديبين،[1] لكن ليس لهذا المركب أي استعمال طبي.
- أمبروكسول، وهو دواء مذيب للبلغم.[2][3][4]